# Ricreatori di Trieste

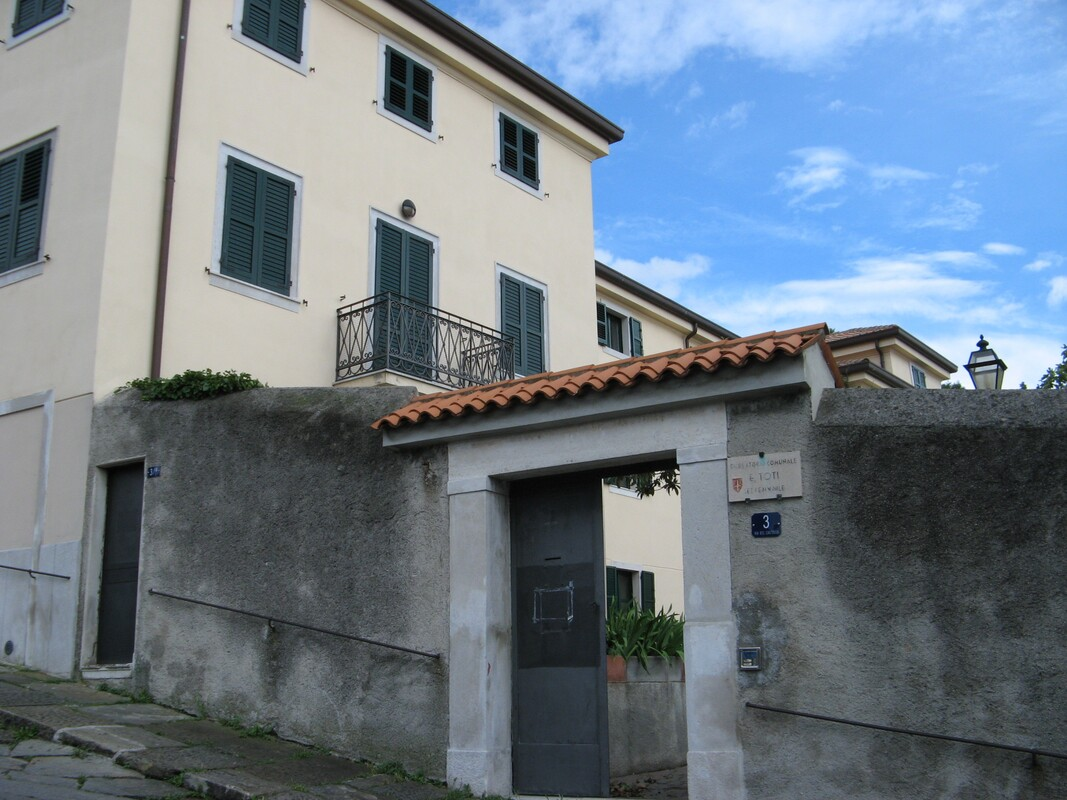
Il ricreatorio E. Toti sul colle di San Giusto

I ricreatori di Trieste sono sorti come struttura parascolastica nei primi anni del XX secolo per iniziativa comunale. Il fine era la creazione di luoghi di ricreazione di istituzione pubblica e di impostazione laica per allontanare dalla strada i ragazzi delle famiglie meno abbienti.

## Storia
Nella seduta del 27 gennaio del 1908 venne approvato in municipio lo Statuto dei ricreatori comunali, il cui scopo era quello di «preservare dall'ozio e dal vagabondaggio gli allievi maschi delle civiche scuole popolari, generali e cittadine intrattenendoli durante le vacanze e durante le ore in cui non hanno lezione nei locali dei ricreatori con esercizi ginnastici, con giochi ricreativi, col lavoro manuale, con lezioni di canto e di musica, con letture, col teatro, eventualmente con la ripetizione delle materie scolastiche, ecc. in modo da promuovere la loro educazione fisica, morale ed intellettuale». Erano inoltre previste gite nei dintorni della città.
Nell'ambito dei ricreatori furono istituiti corsi di ginnastica, sezioni di teatro, filodrammatica e marionette, canto corale, musica strumentale, corpo bandistico e laboratori di lavori manuali. I ricreatori erano all'inizio solamente maschili, solo in seguito vennero aperte delle sezioni femminili.
Grande impulso alla loro istituzione ed alla loro gestione va attribuito a Nicolò Cobol, che per il suo impegno e la sua attività di educatore viene considerato il fondatore dei ricreatori e che ne fu ispettore dal 1908 al 1926.
Cobol aveva raccomandato che la collocazione dei ricreatori avvenisse in rioni popolari, poiché si trattava «di una istituzione di carattere democratico e di vera assistenza sociale».
«Ecco il bisogno dopo la scuola, che oggi è un dovere, [scriveva], di offrire, particolarmente a' figli del popolo, de' siti dove essi possano dare sfogo alla necessità di movimento, e sotto una amorevole sorveglianza svolgere, ciascuno secondo la sua inclinazione, quelle doti istintive di cui la natura li ha provveduti».
L'istituzione triestina ebbe la particolarità di assolvere a una funzione pubblica, aperta a tutti.

## I ricreatori

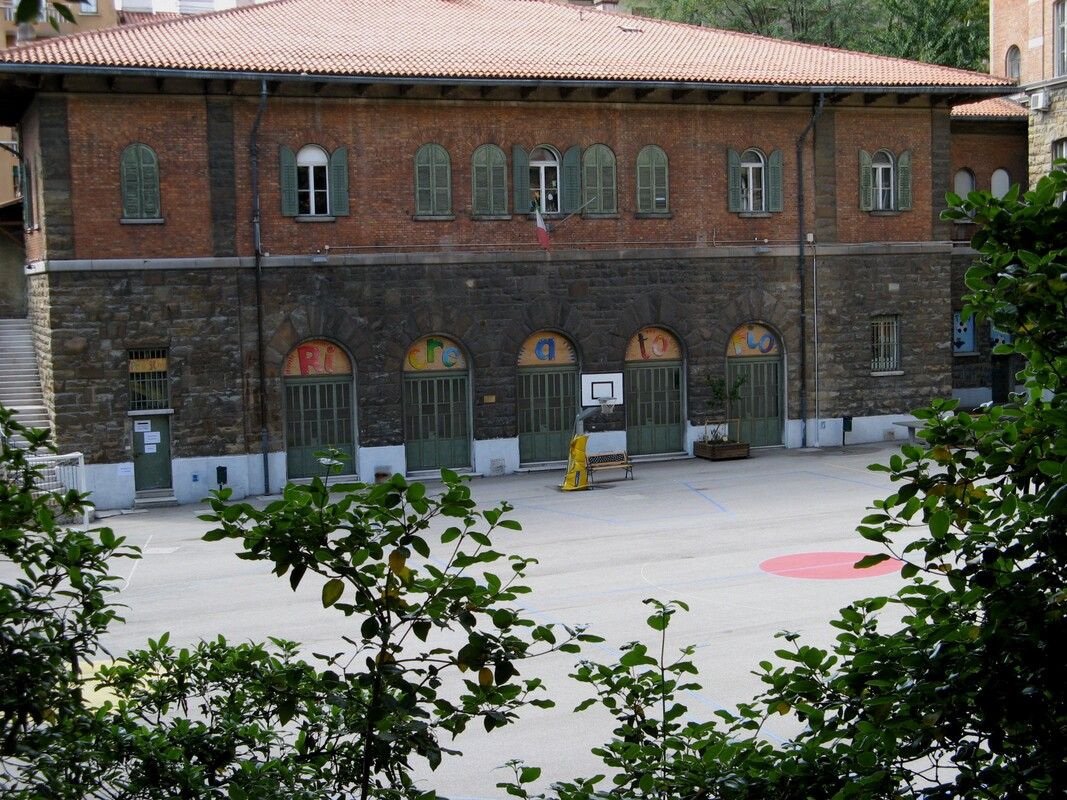
Il ricreatorio E. De Amicis del rione San Vito

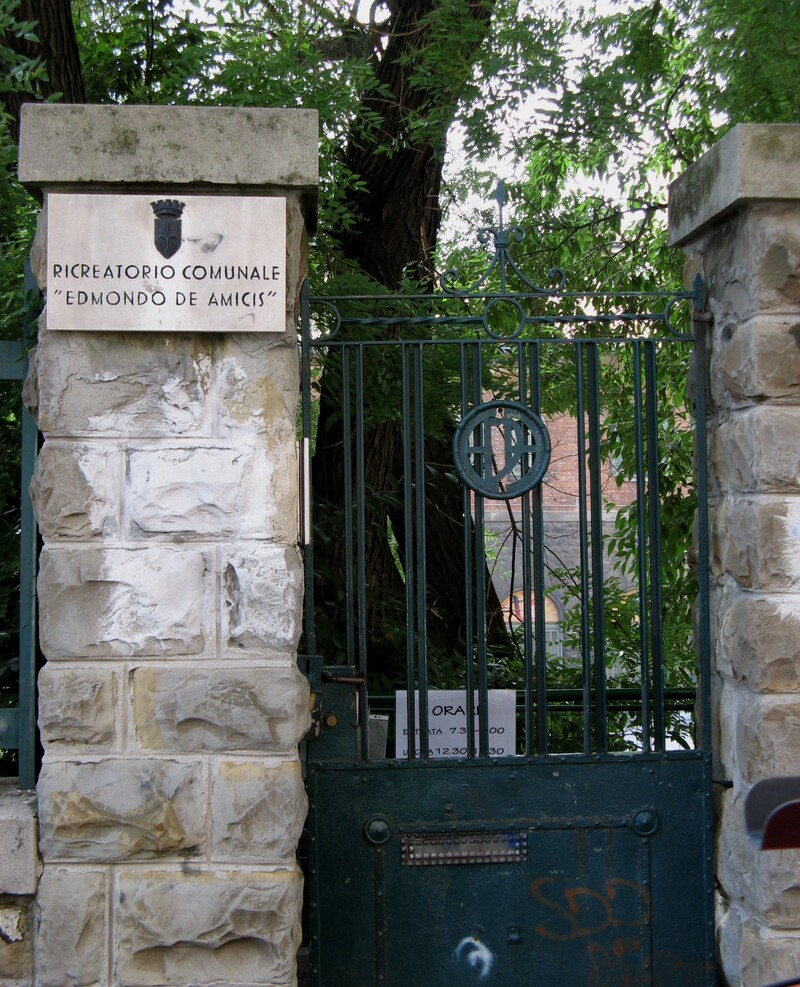
L'entrata del ricreatorio De Amicis

Sono tredici strutture dislocate sul territorio, nei vari rioni, che offrono un servizio sociale educativo e ludico, preposto alla progettazione e all'organizzazione di un tempo libero qualificato per i ragazzi e i giovani della città. Ne sono destinatari tutti i bambini di età superiore ai cinque anni e i giovani, di norma, di età inferiore ai diciannove anni.
- Il primo ricreatorio, intitolato a Giglio Padovan, venne inaugurato il 20 giugno del 1908, benché le attività fossero iniziate già in aprile, nella popolosa zona di Barriera vecchia, in via Settefontane. La sua direzione venne affidata a Nicolò Cobol. L'edificio è una villa neoclassica a tre piani, costruita nel 1840; di fronte si apre uno spazio scoperto di 3000 m2 per le attività sportive.
- Il secondo, l’Enrico Toti, aprì i battenti nel novembre del 1910 in Città vecchia, nei locali che erano appartenuti al Vescovado, vicino alla Cattedrale di S. Giusto. È composto di due edifici, uno dei quali adibito a teatro, separati da un campo sportivo.
- Il Riccardo Pitteri, in via San Marco 5, nel rione di San Giacomo, venne aperto nel gennaio 1911 per iniziativa della Lega Nazionale. Dotato di varie sale, una palestra con palcoscenico e uno spazio scoperto per attività di pallavolo, minivolley, pallacanestro, calcio.
- Il ricreatorio del circoscrizione Cologna-Scorcola, inaugurato nell'ottobre del 1912 e dedicato nel 1922 ai f.lli Aurelio e Fabio Nordio, serve il rione di San Giovanni.
- L'Ermanno Gentilli, nel rione di Servola, ricreatorio della Lega Nazionale dal febbraio del 1914, passato all'Opera Nazionale Balilla dopo la prima guerra mondiale, poi alla GIL, divenne comunale nel 1946.
- Il Pietro E. Lucchini, rione di San Luigi, inaugurato nel 1914, serve la circoscrizione di Chiadino-Rozzol.
- Il ricreatorio del rione di Roiano, inaugurato il 9 luglio del 1914, e intitolato a Guido Brunner nel 1918, sorge nell'ex-villa "Sarah Davis"[4].
- Aperto nel 1915, l’Edmondo De Amicis, del rione di San Vito, si trova nell'ambito dell'omonimo un complesso scolastico. Ha alcune stanze e uno spazio esterno di 1200 m2 adibito a campo gioco.
- Il Nicolò Cobolli, nel rione di Valmaura, fondato nel 1950, ebbe una propria sede solo nel 1957 in strada vecchia dell'Istria 76.
- Il Giani Stuparich, inaugurato nel 1956, serve la zona di Barcola, si trova in viale Miramare 131. Ha una buona palestra e un campetto esterno per basket e calcio.
- Il E. Ricceri, rione di Borgo San Sergio, istituito nel 1969 nell'ambito dell'edificio della scuola materna.
- Il ricreatorio f.lli Fonda Savio si trova a Opicina, nella zona detta Campo Romano, è stato costruito nel 1950 e serve la circoscrizione Altopiano est.
- L’Anna Frank, sito al piano terra del complesso "Rozzol Melara", un grande edificio delle case popolari (ATER, ex IACP) degli anni settanta, è stato aperto nel 1987 e serve il rione di Rozzol.

## I ricreatori oggi
A tutt'oggi la frequenza ai 13 ricreatori attualmente in funzione è aperta a residenti e domiciliati, dai 6 ai 18 anni, previa l'iscrizione fatta da un genitore e il pagamento della tassa annuale di 12 euro.  Aperti tutto l'anno, eccetto le festività di Natale e Pasqua, sono operativi nel pomeriggio, dopo scuola, dalle 14.30 alle 19.30 d'inverno e nei mesi estivi al mattino, dalle 7.30 alle 14.30.
Fanno parte dell'istituzione ricreatori altri due servizi: il SIS (Servizio integrativo scolastico) che accoglie gli studenti nei ricreatori prima e dopo l'orario scolastico; e i PAG (Poli di aggregazione) che sono rivolti a giovani appartenenti ad una fascia d'età più alta, dai 14 ai 25 anni. Attualmente il ricreatorio Toti è uno dei due PAG oggi in funzione nell'ambito cittadino, l'altro è presso il ricreatorio Ricceri.
In ogni ricreatorio si svolgono svariate attività ricreative, alcune comuni a tutti i ricreatori quali le attività sportive, musicali e manuali, altre specifiche di ciascuna struttura, quali la danza, la psicomotoricità, l'attività teatrale, l'attività musicale di tipo bandistico e la ginnastica artistica. In ogni ricreatorio è allestito un centro multimediale: sale attrezzate con personal computer, stampanti a colori, scanner, libri, dischi, CD-Rom, giornali e software ludico–didattici per offrire ai ragazzi e ai giovani ambienti stimolanti e opportunità di alfabetizzazione informatica per tutti.
- Anna Frank, via Forlanini n. 30
- Brunner, via Solitro n. 10

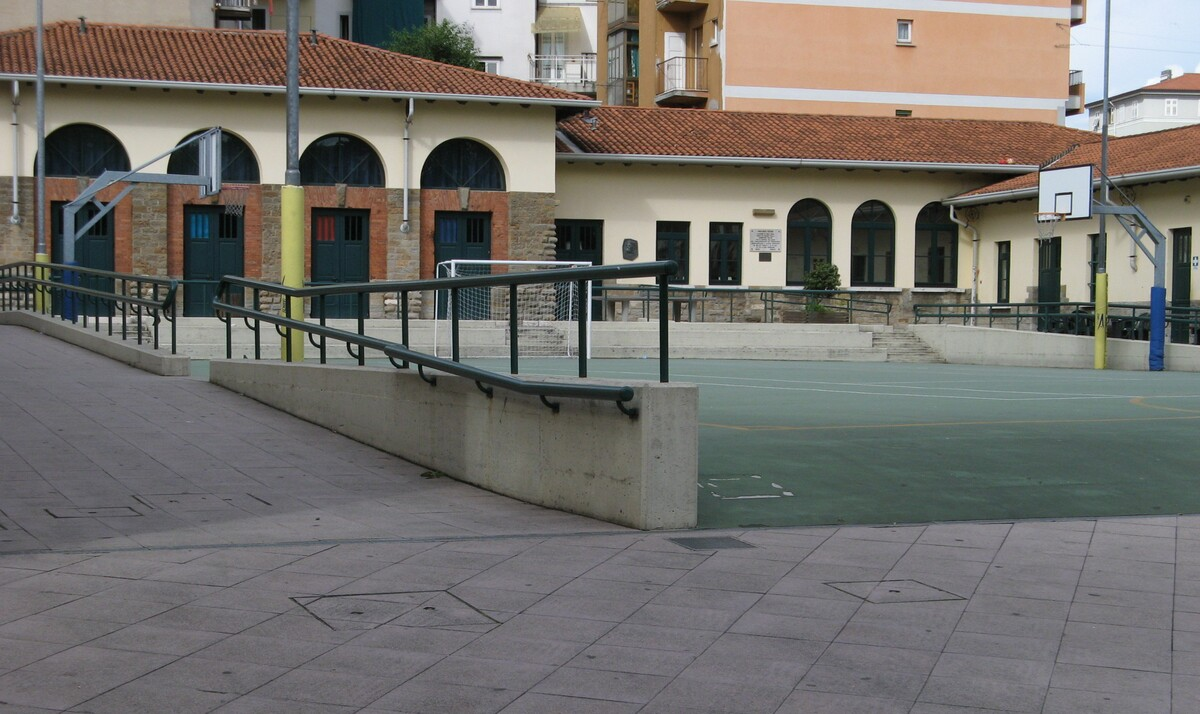
Il ricreatorio R. Pitteri del rione San Giacomo

- Cobolli, Strada Vecchia dell'Istria n. 76
- De Amicis, via Colautti n. 3
- Fonda Savio, via Doberdò n. 20/4
- Gentilli, via di Servola n. 127
- Lucchini, via Biasoletto n. 14
- Nordio, Pendice dello Scoglietto n.22
- Padovan, via Settefontane n. 43
- Pitteri, via San Marco n. 5
- Ricceri, via Reiss Romoli n. 14
- Stuparich, viale Miramare n. 131
- (PAG) Toti, via del Castello n. 1 - 3
- (PAG) Borgo S. Sergio, via Reiss Romoli n. 14